# Hou Yuon
Hou Yuon (1930-1975) là một chiến sĩ cộng sản kỳ cựu tại Campuchia và có nguồn gốc Hoa-Khmer. Hou Yuon là một thành viên của Đảng Cộng sản Campuchia, hay còn gọi là Khmer Đỏ, ông từng du học tại pháp cùng với những thành viên chủ chốt khác của Khmer Đỏ như: Khieu Samphan, Son Sen, Touk Phoum Ieng Sary, Pol Pot và Hu Nim. Trong thời kỳ Khmer Đỏ lên nắm quyền ông từng giữ chức vụ Bộ trưởng tài chính nhưng sau đó bị Pol Pot thanh trừng và bị xử tử tại nhà tù S21.
Hou Yuon sinh năm 1930 trong một gia đình nông dân nghèo tại tỉnh Kampong Cham và có nguồn gốc Hoa-Khmer. Trong thập niên 1950 ông được nhận học bổng và du học tại Paris, ông theo học ngành kinh tế và sau đó lấy được bằng tiến sĩ tại Pháp. Ông được miêu tả là nhân vật có "thể chất và trí tuệ đáng kinh ngạc". Luận án tiến sĩ mà ông viết sau này đã trở thành nền tảng kinh tế được Khmer Đỏ áp dụng tại Campuchia.
Từ năm 1958 đến 1963, Hou Yuon phục vụ cho chính quyền Hoàng thân Norodom Sihanouk. Ông giữ nhiều chức vụ khác nhau như Bộ trưởng Bộ Thương nghiệp và Công nghiệp, Bộ Y tế, Bộ Tài chính... Năm 1970, Sau khi Sihanouk bị Lon Nol tiến hành đảo chính và lật đổ và phải sống lưu vong, Hou Yuon lẩn trốn vào rừng và gia nhập lực lượng Khmer Đỏ cùng với những thành viên "Paris" khác như Saloth Sar (Pol Pot), Ieng Sary, Khieu Samphan, Hu Nim... tiến hành chiến tranh vũ trang chống lại Lon Nol.
Ngày 17 tháng 4 năm 1975, Khmer Đỏ toàn thắng tại Campuchia, ông được giữ chức vụ Bộ trưởng Tài chính của Khmer Đỏ. Tuy nhiên, với vai trò là Bộ trưởng Tài chính ông nhiều lần mâu thuẫn với các thành viên lãnh đạo khác của Khmer Đỏ trong nhiều vấn đề về đường lối chính sách như ngăn cản việc Khmer Đỏ di tản người dân, xóa bỏ tiền tệ, trường học... Ông đã "mất tích" vào tháng 8 năm 1975 và có thể là do Pol Pot ra lệnh thủ tiêu.
Trong cuốn hồi ký của mình, Quốc vương Norodom Sihanouk nói rằng Hou Yuon đã bị Pol Pot ra lệnh thủ tiêu ngay sau khi Hou Yuon lên tiếng ngăn cản việc Pol Pot xua đuổi 2 triệu người dân từ thành thị về nông thôn cũng như xóa bỏ thị trường và tiền tệ, trong khi ông đang là Bộ trưởng Tài Chính của Khmer Đỏ. Một số nguồn khác thì khẳng định ông đã tự sát tại nhà tù S21 sau khi bị thanh trừng và bắt giam.
1. ↑    - Lynn Pan. The Encyclopedia of the Chinese Overseas. Harvard University Press. tr. 148, Cambodia–The Khmer Rouge, 1970–78. ISBN 0674252101.
2. ↑  "Genocide definition". Bản gốc lưu trữ ngày 16 tháng 2 năm 2007. Truy cập ngày 16 tháng 6 năm 2011.